# ITF Women’s Circuit 2014 (Januar–März)
In den folgenden Tabellen werden die Tennisturniere des ersten Quartals des ITF Women’s Circuit 2014 dargestellt.

## Turnierplan
| Kategorien |
| ---------- |
| $100.000   |
| $75.000    |
| $50.000    |
| $25.000    |
| $15.000    |
| $10.000    |

### Januar
| Datum 1 | Turnierort                                      | Siegerin Einzel         | Siegerinnen Doppel                     |
| ------- | ----------------------------------------------- | ----------------------- | -------------------------------------- |
| 30.12.  | Hongkong                                        | Jelisaweta Kulitschkowa | Misa Eguchi Eri Hozumi                 |
| 06.01.  | Vero Beach Vero Beach International Tennis Open | Laura Liegemund         | Irina Chromatschowa Allie Will         |
| 06.01.  | Fort-de-France                                  | Irina Ramialison        | Manon Peral Camilla Rosatello          |
| 06.01.  | Aurangabad                                      | Sowjanya Bavisetti      | Ankita Raina Prarthana Thombare        |
| 13.01.  | Port St. Lucie                                  | Françoise Abanda        | Réka-Luca Jani Irina Chromatschowa     |
| 13.01.  | Scharm El-Scheich                               | İpek Soylu              | Melis Sezer İpek Soylu                 |
| 13.01.  | Saint Martin                                    | Hsu Ching-wen           | Khristina Blajkevitch Brandy Mina      |
| 13.01.  | Stuttgart-Stammheim                             | Kathinka von Deichmann  | Carolin Daniels Laura Schaeder         |
| 13.01.  | Tinajo                                          | Anastasia Grymalska     | Charlotte van der Meij Kelly Versteeg  |
| 13.01.  | Glasgow                                         | Tara Moore              | Jocelyn Rae Anna Smith                 |
| 20.01.  | Andrézieux-Bouthéon Open GDF Suez 42            | Timea Bacsinszky        | Julija Bejhelsymer Kateryna Koslowa    |
| 20.01.  | Sunderland                                      | An-Sophie Mestach       | Jocelyn Rae Anna Smith                 |
| 20.01.  | Daytona Beach                                   | Anna Tatischwili        | Nicole Melichar Teodora Mirčić         |
| 20.01.  | Scharm El-Scheich                               | Zhang Ling              | Walentina Iwachnenko Weronika Kapschaj |
| 20.01.  | Petit-Bourg                                     | Sherazad Benamar        | Hsu Ching-wen Wendy Zhang              |
| 20.01.  | Kaarst                                          | Nastja Kolar            | Olga Ianchuk Nastja Kolar              |
| 20.01.  | Tinajo                                          | Claudia Giovine         | Deborah Chiesa Yuliana Lizarazo        |
| 27.01.  | Burnie                                          | Misa Eguchi             | Jarmila Gajdošová Storm Sanders        |
| 27.01.  | Scharm El-Scheich                               | Darja Kassatkina        | Walentina Iwachnenko Weronika Kapschaj |
| 27.01.  | Tinajo                                          | Laura Pous Tió          | Ioana Loredana Roșca Hikari Yamamoto   |
| 27.01.  | Antalya                                         | Sviatlana Pirazhenka    | Sviatlana Pirazhenka Alona Sotnykowa   |

### Februar
| Datum 1 | Turnierort                                  | Siegerin Einzel         | Siegerinnen Doppel                        |
| ------- | ------------------------------------------- | ----------------------- | ----------------------------------------- |
| 03.02.  | Launceston                                  | Olivia Rogowska         | Monique Adamczak Olivia Rogowska          |
| 03.02.  | Grenoble                                    | Pauline Parmentier      | Sopia Schapatawa Anastasija Wassyljewa    |
| 03.02.  | Scharm El-Scheich                           | Marie Benoît            | Gai Ao Natasha Palha                      |
| 03.02.  | Tinajo                                      | Laura Pous Tió          | Petra Januskova Lu Jiajing                |
| 03.02.  | Antalya                                     | Patricia Maria Țig      | Anita Husarić Alona Sotnykowa             |
| 10.02.  | Midland Dow Corning Tennis Classic          | Heather Watson          | Anna Tatischwili Heather Watson           |
| 10.02.  | São Paulo Circuito Feminino Future de Tênis | Stephanie Vogt          | Beatriz García Vidagany Dinah Pfizenmaier |
| 10.02.  | Rancho Santa Fe Fresh Start Women’s Open    | Tamira Paszek           | Samantha Crawford Xu Yifan                |
| 10.02.  | Tallinn                                     | Timea Bacsinszky        | Sopia Schapatawa Maša Zec Peškirič        |
| 10.02.  | Scharm El-Scheich                           | Gai Ao                  | Jewgenija Paschkowa Ana Veselinović       |
| 10.02.  | Tinajo                                      | Eleanor Dean            | Hadley Berg Madison Westby                |
| 10.02.  | Stockholm                                   | Olga Ianchuk            | Carolin Daniels Margarita Lasarewa        |
| 10.02.  | Nonthaburi                                  | Nudnida Luangnam        | Varatchaya Wongteanchai Zhang Ling        |
| 10.02.  | Antalya                                     | Patricia Maria Țig      | Li Yihong Zhu Lin                         |
| 17.02.  | New Delhi                                   | Wang Qiang              | Nicha Lertpitaksinchai Peangtarn Plipuech |
| 17.02.  | Moskau                                      | Aljaksandra Sasnowitsch | Walentina Iwachnenko Kateryna Koslowa     |
| 17.02.  | Kreuzlingen ITF Women’s Circuit UBS Thurgau | Michaëlla Krajicek      | Eva Birnerová Michaëlla Krajicek          |
| 17.02.  | Nottingham                                  | Jekaterina Bytschkowa   | Jocelyn Rae Anna Smith                    |
| 17.02.  | Surprise                                    | Jovana Jakšić           | Shūko Aoyama Eri Hozumi                   |
| 17.02.  | Salisbury                                   | Jang Su-jeong           | Misa Eguchi Miki Miyamura                 |
| 17.02.  | Altenkirchen AK Ladies Open 2014            | Iryna Schymanowitsch    | Carolin Daniels Laura Schaeder            |
| 17.02.  | Buenos Aires                                | Chanel Simmonds         | Yuliya Kalabina Irina Chromatschowa       |
| 17.02.  | Scharm El-Scheich                           | Ana Veselinović         | Jewgenija Paschkowa Ana Veselinović       |
| 17.02.  | Mâcon                                       | Eva Wacanno             | Audrey Albié Kinnie Laisné                |
| 17.02.  | Palmanova                                   | Jekaterina Lopes        | Yuliana Lizarazo Alexandra Nancarrow      |
| 17.02.  | Helsingborg                                 | Jasmina Tinjić          | Cornelia Lister Lisanne van Riet          |
| 17.02.  | Nonthaburi                                  | Zhang Ling              | Han Xinyun Zhang Kailin                   |
| 17.02.  | Antalya                                     | Lenka Wienerová         | Pia König Sopia Kwazabaia                 |
| 24.02.  | Beinasco                                    | Anastasia Grymalska     | Nicole Clerico Giulia Gatto-Monticone     |
| 24.02.  | Port Pirie                                  | Misa Eguchi             | Jessica Moore Aleksandrina Najdenowa      |
| 24.02.  | Buenos Aires                                | Irina Chromatschowa     | Yuliya Kalabina Irina Chromatschowa       |
| 24.02.  | Scharm El-Scheich                           | Demi Schuurs            | Eden Silva Emily Webley-Smith             |
| 24.02.  | Bron                                        | Ema Mikulčić            | Isabella Shinikowa Alona Sotnykowa        |
| 24.02.  | Astana                                      | Olga Doroshina          | Albina Xabibulina Xenija Palkina          |
| 24.02.  | Palmanova                                   | Júlia Payola            | Inés Ferrer Suárez Olga Parres Azcoitia   |
| 24.02.  | Nonthaburi                                  | Xun Fangying            | Nungnadda Wannasuk Varunya Wongteanchai   |
| 24.02.  | Antalya                                     | Sopia Kwazabaia         | Li Yihong Zhu Lin                         |

### März
| Datum 1 | Turnierort          | Siegerin Einzel           | Siegerinnen Doppel                            |
| ------- | ------------------- | ------------------------- | --------------------------------------------- |
| 03.03.  | Quanzhou            | Sarina Dijas              | Chan Chin-wei Xu Yifan                        |
| 03.03.  | Campinas            | Irina-Camelia Begu        | Ljudmyla Kitschenok Alexandra Panowa          |
| 03.03.  | Irapuato            | Indy de Vroome            | Denise Muresan Indy de Vroome                 |
| 03.03.  | Preston             | Kristýna Plíšková         | Tara Moore Marta Sirotkina                    |
| 03.03.  | Mildura             | Jang Su-jeong             | Jang Su-jeong Lee So-ra                       |
| 03.03.  | Scharm El-Scheich   | Emma Laine                | Akari Inoue Emma Laine                        |
| 03.03.  | Amiens              | Alice Matteucci           | Isabella Schinikowa Alona Sotnykowa           |
| 03.03.  | Astana              | Weronika Kudermetowa      | Anna Danilina Olga Doroshina                  |
| 03.03.  | Antalya             | Zhu Lin                   | Estelle Cascino Martina Kubičíková            |
| 03.03.  | Gainesville         | Kateřina Kramperová       | Nikola Fraňková Kateřina Kramperová           |
| 10.03.  | São Paulo           | Irina-Camelia Begu        | Irina-Camelia Begu Alexandra Panowa           |
| 10.03.  | Shenzhen            | Zhang Kailin              | Han Na-lae Yoo Mi                             |
| 10.03.  | Scharm El-Scheich   | Witalija Djatschenko      | Nina Stojanović Ana Veselinović               |
| 10.03.  | Gonesse             | Anna-Giulia Remondina     | Jessika Ponchet Karolína Stuchlá              |
| 10.03.  | Iraklio             | Deniz Khazaniuk           | Akvilė Paražinskaitė Alina Silitsch           |
| 10.03.  | Pula                | Karin Kennel              | Martina Caregaro Anna Floris                  |
| 10.03.  | Astana              | Natalia Orlova            | Alexandra Grintschischina Kateryna Sliusar    |
| 10.03.  | Ponta Delgada       | Jekaterina Lopes          | Tatiana Búa Olga Parres Azcoitia              |
| 10.03.  | Antalya             | Iryna Schymanowitsch      | Mana Ayukawa Estelle Cascino                  |
| 10.03.  | Orlando             | Katerina Stewart          | Catherine Bellis Alexis Nelson                |
| 17.03.  | Innisbrook          | Grace Min                 | Gioia Barbieri Julia Cohen                    |
| 17.03.  | Santiago de Chile   | Gabriela Cé               | Fernanda Brito Camila Silva                   |
| 17.03.  | Shenzhen            | Tang Haochen              | Han Xinyun Zhang Kailin                       |
| 17.03.  | Scharm El-Scheich   | Naomi Broady              | Jewgenija Paschkowa Ana Veselinović           |
| 17.03.  | Le Havre            | Yvonne Cavallé Reimers    | Isabella Schinikowa Alona Sotnykowa           |
| 17.03.  | Iraklio             | Anna Smith                | Kathinka von Deichmann Petra Uberalová        |
| 17.03.  | Pula                | Maša Zec Peškirič         | Yuliana Lizarazo Alexandra Nancarrow          |
| 17.03.  | Kōfu                | Chiaki Okadaue            | Nagi Hanatani Hikari Yamamoto                 |
| 17.03.  | Lima                | Csilla Argyelán           | Tamara Čurović Jana Sisikowa                  |
| 17.03.  | Ponta Delgada       | Elise Mertens             | Elise Mertens Sviatlana Pirazhenka            |
| 17.03.  | Antalya             | Denisa Allertová          | Ekaterine Gorgodze Sopia Kwazabaia            |
| 24.03.  | Croissy-Beaubourg   | Claire Feuerstein         | Margarita Gasparjan Ljudmyla Kitschenok       |
| 24.03.  | Osprey              | Anna Karolína Schmiedlová | Rika Fujiwara Hsieh Shu-ying                  |
| 24.03.  | Ribeirão Preto      | Victoria Bosio            | Maria Fernanda Alves Ana Clara Duarte         |
| 24.03.  | Shenzhen            | Chan Chin-wei             | Han Xinyun Zhang Kailin                       |
| 24.03.  | Scharm El-Scheich   | Emily Webley-Smith        | Jewgenija Paschkowa Prarthana Thombare        |
| 24.03.  | Iraklio             | Anna Zaja                 | Lisanne van Riet Monique Zuur                 |
| 24.03.  | Pula                | Alice Balducci            | Alexandra Nancarrow Olga Sáez Larra           |
| 24.03.  | Nishitama           | Miyabi Inoue              | Junri Namigata Akiko Yonemura                 |
| 24.03.  | Lima                | Nadia Podoroska           | Tamara Čurović Jana Sisikowa                  |
| 24.03.  | Antalya             | Denisa Allertová          | Susanne Celik Kotomi Takahata                 |
| 31.03.  | Medellín            | Verónica Cepede Royg      | Irina-Camelia Begu María Irigoyen             |
| 31.03.  | Edgbaston           | Çağla Büyükakçay          | Jocelyn Rae Anna Smith                        |
| 31.03.  | Jackson             | Ulrikke Eikeri            | Chanel Simmonds Maša Zec Peškirič             |
| 31.03.  | Mount Waverley      | Han Xinyun                | Jessica Moore Aleksandrina Najdenowa          |
| 31.03.  | Dijon               | Michaëlla Krajicek        | Réka-Luca Jani Isabella Schinikowa            |
| 31.03.  | Manama              | Quirine Lemoine           | Michaela Frlicka Katharina Lehnert            |
| 31.03.  | São José dos Campos | Paula Cristina Gonçalves  | Maria Fernanda Alves Paula Cristina Gonçalves |
| 31.03.  | Šibenik             | Katarina Jokić            | Ágnes Bukta Wiktorija Tomowa                  |
| 31.03.  | Scharm El-Scheich   | Sandra Zaniewska          | Jana Fett Oleksandra Korashvili               |
| 31.03.  | Iraklio             | Polina Leikina            | Csilla Borsányi Ilka Csoregi                  |
| 31.03.  | Pula                | Alice Balducci            | Alice Balducci Diana Buzean                   |
| 31.03.  | Schymkent           | Wiwian Slatanowa          | Anna Grigoryan Wiwian Slatanowa               |
| 31.03.  | Lima                | Nadia Podoroska           | Tamara Čurović Jana Sisikowa                  |
| 31.03.  | Antalya             | Julia Terziyska           | Denisa Allertová Chantal Škamlová             |